# レイタ・ファリア
レイタ・ファリア(Reita Faria Powell, 1943年8月23日 - )は、インドのモデル・医師。1966年、ミス・ワールド優勝（インド代表として、またアジア諸国代表として初）。

## 経歴
両親はゴア州ノース・ゴア県バルデス郡Tivim村にルーツを持つ。不動産業などを営む。
1943年8月23日、ボンベイ（現・ムンバイ）に生まれる。出身地について異説がないわけではないが、ここではThe Indian Expressの報道に従う。
医学部在学中の1966年、Miss Bombay 1966およびEve's Weekly Miss India 1966優勝。
11月17日、ロンドンで開催されたミス・ワールド1966で優勝。特別賞のBest in Swimsuit、そしてサリーの着用が気に入られBest in Eveningwearも受賞。将来の夫は決勝の様子をテレビで見ていて、彼女の美しさの目を奪われた。
1年間のミスとしての任期が終わると、彼女は映画のオファーを受けたが、学業に専心すると断る。ムンバイの Grant Government Medical Collegeより医学士の学位を授与される。ロンドンのKing's College Hospitalで学業を続ける。
1971年、オーベン（mentor）の内分泌学者David Powellと結婚。1973年、二人はアイルランド・ダブリンに移る。彼女はそこで開業（ミス・ワールド受賞者として初）。二人の子供と五人の孫を儲ける。
1976年、ミス・ワールド審査員。
1998年、Femina Miss India審査員。
現在、ダブリンにてゴルフ・絵画制作・園芸にいそしみ、慈善団体を支援し、そして孫と遊ぶ。

### その他
彼女がアイルランドに住み始めたころの証言が残されている。ケリー県キラーニーの弁護士John Cunninghamによると、「当時のアイルランド人は3人のインド人を知っていたが、そのうちの1人。残りの2人は、マハトマ・ガンジーとSabu」